# Largo Winch (bande dessinée)
Pour les articles homonymes, voir Largo et Winch (homonymie).
Largo Winch est une série de bande dessinée de business-thriller franco-belge, constituée en diptyques, dessinée par Philippe Francq et scénarisée par Jean Van Hamme d'après ses romans sur le personnage Largo Winch, publiée à partir de 1990 par les éditions Dupuis dans la collection « Repérages ». Le tome 20, Vingt secondes est le dernier scénarisé par Jean Van Hamme. Les scénarios des albums suivants sont écrits par Éric Giacometti.

## Descriptions

### Synopsis
Nerio Winch, un vieil homme d'affaires à la tête d'un empire financier de dix milliards de dollars, est mort assassiné par un cadre du groupe en haut de la Winch Tower à New York. Suspens dans le monde entier, son entourage pense qu'il n'a ni enfant ni héritier potentiel. Sauf qu'il a secrètement adopté un orphelin yougoslave du nom de Largo Winczlav pour assurer la continuité de son groupe.
Voilà que Largo Winch, âgé de vingt-six ans, hérite donc de toute sa fortune et se retrouve à la tête de l'énorme empire financier qu'est le Groupe W de Nerio Winch son père adoptif.
Ce play-boy en jeans est très vite attiré, dégoûté ou subjugué par tous ses milliards. Rattrapé par le passé et luttant contre un futur trop néfaste, le playboy milliardaire vit des aventures palpitantes avec ses amis, Simon Ovronnaz, ex-voleur, et Freddy Kaplan, aviateur monégasque d'origine israélienne.

## La série

### Naissance du personnage

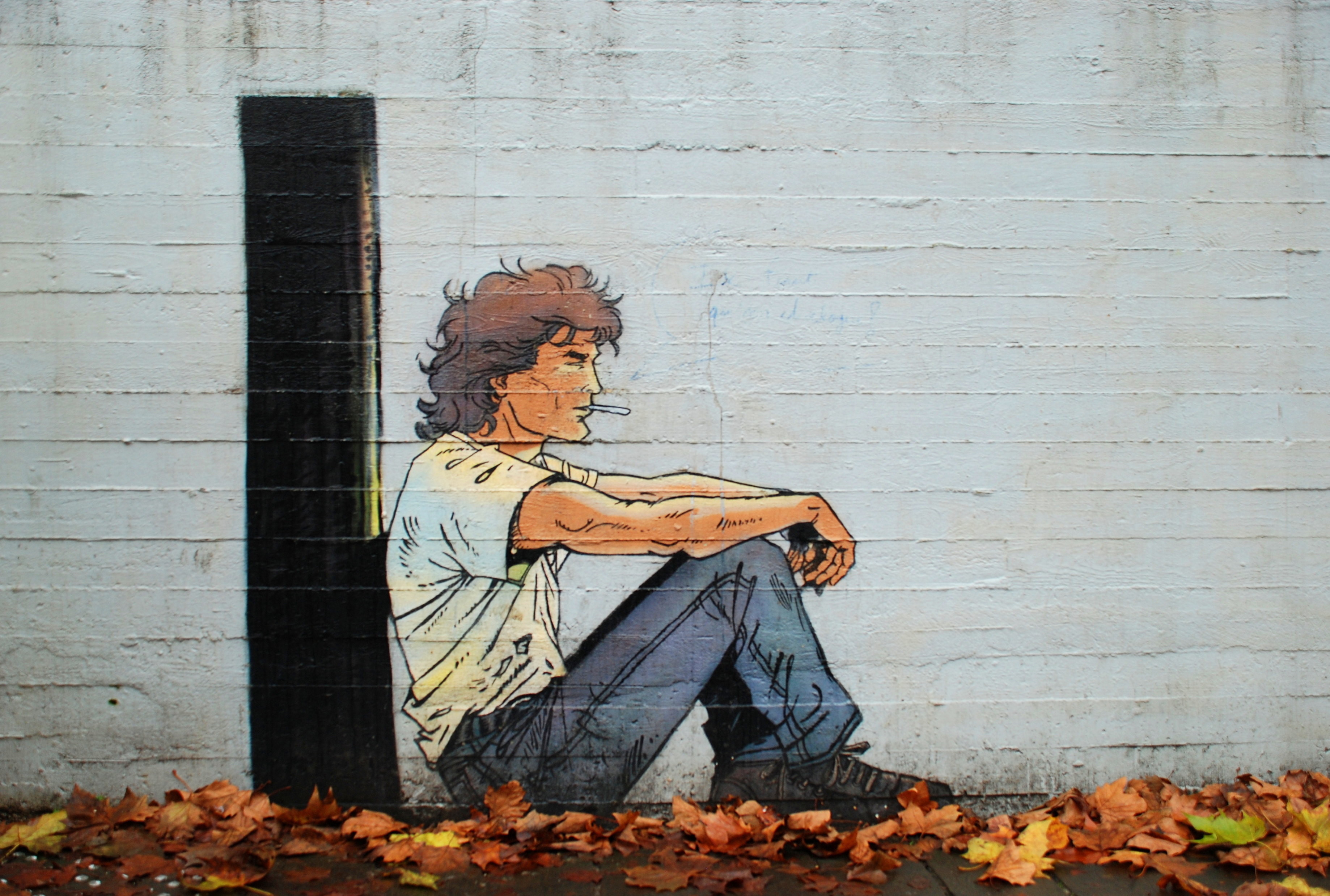
Peinture murale Largo Winch sur les murs de la place des Sciences de Louvain-la-Neuve.

Grâce au proverbe « L'argent ne fait pas le bonheur », le personnage Largo Winch naît, en pleine nuit de novembre 1973 à New York, de l'imagination de Jean Van Hamme en compagnie de Greg (rédacteur en chef du Journal de Tintin à cette époque), alors qu'ils recherchent des idées pour la création d'une bande dessinée à proposer à des dessinateurs américains.
Le script raconte la vie d'un jeune et riche héritier de la haute finance, sans cesse en concurrence avec d'autres milliardaires qui le jalousent, ce en quoi Jean Van Hamme s'est inspiré de ses propres expériences d'ingénieur commercial diplômé, d'agrégé d'économie politique et de ses voyages dans différents pays. Greg le traduit et le vend au marché américain pour lequel il cherchait à développer des relations éditoriales entre la Belgique et les États-Unis.
Ils choisissent finalement John Prentice (1920-1999), le successeur d'Alex Raymond pour continuer le comic strip Rip Kirby (1946). Au bout de quelques planches réalisées, le dessinateur se lasse des décors et abandonne. Jean Van Hamme se rassure, car il n'appréciait pas ses dessins.

### Romans
Quelques années plus tard, ayant quitté le monde des affaires, Jean Van Hamme décide de reprendre le projet Largo Winch sous forme de romans de gare dans le style des S.A.S. de Gérard de Villiers (1965). Il publie le premier roman, Largo Winch et Groupe W, en 1977 aux éditions du Mercure de France, dans lequel Largo Winch est décrit ainsi : « Grand, un mètre quatre-vingt-cinq environ ; entre vingt-cinq et trente ans. Très bronzé. D’épais cheveux châtains, partiellement cachés par un mauvais pansement taché de sang séché sur la tempe. Un nez à peine busqué. Des pommettes marquées. Un menton énergique. Et surtout de grands yeux marron scintillés de reflets roux, légèrement bridés… »

#### Différences entre les romans et les bandes dessinées
Dans le roman, le récit, notamment personnages et pays, se raconte différemment : Nério Winch, surnommé Black eyed à cause de ses yeux à l'iris noir, n'y est pas assassiné par Michel Cardignac, mais s'est suicidé après avoir reçu une lettre anonyme lui apprenant qu'il souffrait d'une maladie incurable. L'Israélien Simon Ben Chaïm se transforme en Simon Ovronnaz, le Suisse, et Freddy Kaplan, y étant suisse allemand, devient israélien et monégasque dans le neuvième Art, ainsi que Aricia Del Ferril, la fille de consul argentin, se change en Charity Atkinson, alors fille de consul britannique. À noter qu'une Alicia Del Ferril apparaît en second plan dès le tome 7, en tant que directrice de la division Hotels.
Le personnage de Simon est marié à une femme avant que celle-ci soit menacée d'être tuée par Michel Cardignac. Cette séquence est modifiée dans la bande dessinée, dans laquelle il est célibataire alors que c'est sa mère qui est mise en péril par le même personnage.

## Publication

### Albums originaux

#### Premier cycle
- 1 L'Héritier, Dupuis, Repérages, novembre 1990
Scénario : Jean Van Hamme - Dessin : Philippe Francq - Couleurs : Marie-Paule Alluard - (ISBN 2-8001-1791-5)
- 2 Le Groupe W, Dupuis, Repérages, septembre 1991
Scénario : Jean Van Hamme - Dessin : Philippe Francq - Couleurs : Marie-Paule Alluard - (ISBN 2-8001-1832-6)
- 3 O.P.A., Dupuis, Repérages, novembre 1992
Scénario : Jean Van Hamme - Dessin : Philippe Francq - Couleurs : Marie-Paule Alluard - (ISBN 2-8001-1947-0)
- 4 Business Blues, Dupuis, Repérages, octobre 1993
Scénario : Jean Van Hamme - Dessin : Philippe Francq - Couleurs : Marie-Paule Alluard - (ISBN 2-8001-2046-0)
- 5 H, Dupuis, Repérages, septembre 1994
Scénario : Jean Van Hamme - Dessin : Philippe Francq - Couleurs : Marie-Paule Alluard - (ISBN 2-8001-2127-0)
- 6 Dutch Connection, Dupuis, Repérages, juin 1995
Scénario : Jean Van Hamme - Dessin : Philippe Francq - Couleurs : Marie-Paule Alluard - (ISBN 2-8001-2201-3)
- 7 La Forteresse de Makiling, Dupuis, Repérages, juin 1996
Scénario : Jean Van Hamme - Dessin : Philippe Francq - Couleurs : Marie-Paule Alluard - (ISBN 2-8001-2307-9)
- 8 L'Heure du Tigre, Dupuis, Repérages, juin 1997
Scénario : Jean Van Hamme - Dessin : Philippe Francq - Couleurs : Marie-Paule Alluard - (ISBN 2-8001-2444-X)
- 9 Voir Venise..., Dupuis, Repérages, septembre 1998
Scénario : Jean Van Hamme - Dessin : Philippe Francq - Couleurs : Marie-Paule Alluard - (ISBN 2-8001-2628-0)
- 10 ...Et mourir, Dupuis, Repérages, septembre 1999
Scénario : Jean Van Hamme - Dessin : Philippe Francq - Couleurs : Marie-Paule Alluard - (ISBN 2-8001-2849-6)
- 11 Golden Gate, Dupuis, Repérages, décembre 2000
Scénario : Jean Van Hamme - Dessin : Philippe Francq - Couleurs : Marie-Paule Alluard - (ISBN 2-8001-2981-6)
- 12 Shadow, Dupuis, Repérages, juin 2002
Scénario : Jean Van Hamme - Dessin : Philippe Francq - Couleurs : Marie-Paule Alluard - (ISBN 2-8001-3123-3)
- 13 Le Prix de l'argent, Dupuis, Repérages, juin 2004
Scénario : Jean Van Hamme - Dessin : Philippe Francq - Couleurs : Marie-Paule Alluard - (ISBN 2-8001-3387-2)
- 14 La Loi du dollar, Dupuis, Repérages, novembre 2005
Scénario : Jean Van Hamme - Dessin : Philippe Francq - Couleurs : Marie-Paule Alluard - (ISBN 2-8001-3536-0)
- 15 Les Trois Yeux des gardiens du Tao, Dupuis, Repérages, mars 2007
Scénario : Jean Van Hamme - Dessin : Philippe Francq - Couleurs : Frédéric Besson - (ISBN 978-2-8001-3861-9)
- 16 La Voie et la Vertu, Dupuis, Repérages, novembre 2008
Scénario : Jean Van Hamme - Dessin : Philippe Francq - Couleurs : Frédéric Besson - (ISBN 978-2-8001-4070-4)
- 17 Mer Noire, Dupuis, Grand Public, novembre 2010
Scénario : Jean Van Hamme - Dessin : Philippe Francq - Couleurs : Frédéric Besson et Philippe Francq - (ISBN 978-2-8001-4757-4)
- 18 Colère rouge, Dupuis, Grand Public, 19 octobre 2012
Scénario : Jean Van Hamme - Dessin : Philippe Francq - Couleurs : Yoann Guillo - (ISBN 978-2800153605)
- 19 Chassé-croisé, Dupuis, Grand Public, 14 novembre 2014
Scénario : Jean Van Hamme - Dessin : Philippe Francq - Couleurs : Yoann Guillo et Philippe Francq - (ISBN 978-2-8001-5931-7)
- 20 Vingt secondes, Dupuis, Grand Public, 20 novembre 2015
Scénario : Jean van Hamme - Dessin : Philippe Francq - Couleurs : Yoann Guillo et Philippe Francq - (ISBN 978-2-8001-6551-6)

#### Second cycle
- 21 L'Étoile du matin, Dupuis, Grand Public, 6 octobre 2017
Scénario : Éric Giacometti - Dessin : Philippe Francq - Couleurs : Bertrand Denoulet et Philippe Francq - (ISBN 978-2-8001-6861-6)
- 22 Les Voiles écarlates, Dupuis, Grand Public, 15 novembre 2019
Scénario : Éric Giacometti - Dessin : Philippe Francq - Couleurs : Bertrand Denoulet et Philippe Francq - (ISBN 979-1-0347-3103-9)
- 23 La Frontière de la nuit, Dupuis, Grand Public, 5 novembre 2021
Scénario : Éric Giacometti - Dessin : Philippe Francq - Couleurs : Bertrand Denoulet et Philippe Francq - (ISBN 979-1034742950)
- 24 Le Centile d’or, Dupuis, Grand Public, 17 novembre 2023
Scénario : Éric Giacometti - Dessin : Philippe Francq - Couleurs : Bertrand Denoulet et Philippe Francq - (ISBN 979-1034742950)

A paraître :
- Si les dieux t'abandonnent... (novembre 2025)
- ... Ferme les yeux ![8]

#### Série dérivéeLa Fortune des Winczlav
- 1 Vanko 1848, Dupuis, Grand Public, 26 mars 2021
Scénario : Jean Van Hamme - Dessin : Philippe Berthet - (ISBN 979-1-0347-5176-1)
- 2 Tom & Lisa 1910, Dupuis, Grand Public, 6 mai 2022
Scénario : Jean Van Hamme - Dessin : Philippe Berthet - (ISBN 979-1-0347-6105-0)
- 3 Danitza 1965, Dupuis, Grand Public, 29 septembre 2023
Scénario : Jean Van Hamme - Dessin : Philippe Berthet - (ISBN 979-1-0347-6107-4)

### Autres
- Les Clés de l’univers de Largo Winch, Eyrolles, novembre 2006
Scénario : Jean Van Hamme - Dessin : Philippe Francq
- Le Mariage de Largo, CBBD & La Poste Belge, février 2010
Scénario : Jean Van Hamme - Dessin : Philippe Francq - (ISBN 978-2-930196-92-3)
- La Méthode Largo Winch, Eyrolles, octobre 2010
Scénario : Jean Van Hamme - Dessin : Philippe Francq - (ISBN 978-2-212-12785-0)
- Images en marge 1990-2010, Dupuis, novembre 2010
Scénario : Jean Van Hamme - Dessin : Philippe Francq - (ISBN 978-2-8001-4892-2)
- Largo Winch : L’Encyclopédie illustrée, Huginn & Muninn, 12 octobre 2018
Scénario : Antoine Maurel - Dessin : collectif - (ISBN 978-2-3648-0655-9)
- Largo Winch - Introduction à la finance, Dupuis, Grand Public, 6 septembre 2019
Scénario : Olivier Bossard - Dessin : collectif - (ISBN 979-1-0347-4350-6)
- Largo Winch, aventurier de l’économie, Beaux Arts et Citéco, septembre 2020
Scénario et dessin : collectif - (ISBN 979-1-02040-643-9)